# Canadian Regional Airlines
Canadian Regional Airlines è stata una compagnia aerea regionale canadese, con sede ad Calgary mentre il suo hub principale è stato l'Aeroporto Internazionale di Calgary.

## Storia
Canadian Regional Airlines Ltd. fu fondata nel gennaio 1991 per rilevare in toto le attività delle ex affiliate di Pacific Western Airlines, che si era fusa operativamente in Canadian Airlines International nei primi mesi del 1987 e legalmente il 1° gennaio 1988. Il 1° aprile 1993 integrava completamente Ontario Express e Time Air (già controllata da PWA) e ne rilanciava le attività con una flotta di ATR 42, DHC 8 e Fokker 28. Contestualmente operava con il marchio "Canadian Partner" di Canadian Airlines International. Tra l'altro controllava il 100% di Time Air e Ontario Express e oltre al 70% di Inter-Canadien (dal 1996) Ltd. Sempre nel 1991 rilevava tutte le attività di linea effettuate da un altro vettore regionale: Inter-Quebec Inc. Nel settembre 1998 Canadian Regional vendeva la problematica Inter-Canadien (1991) Ltd. A seguito dell'acquisto di Canadian Airlines da parte di Air Canada, il vettore confluì in Air Canada Regional il 1° gennaio 2001 insieme a Air BC, Air Nova e Air Ontario.

## Flotta

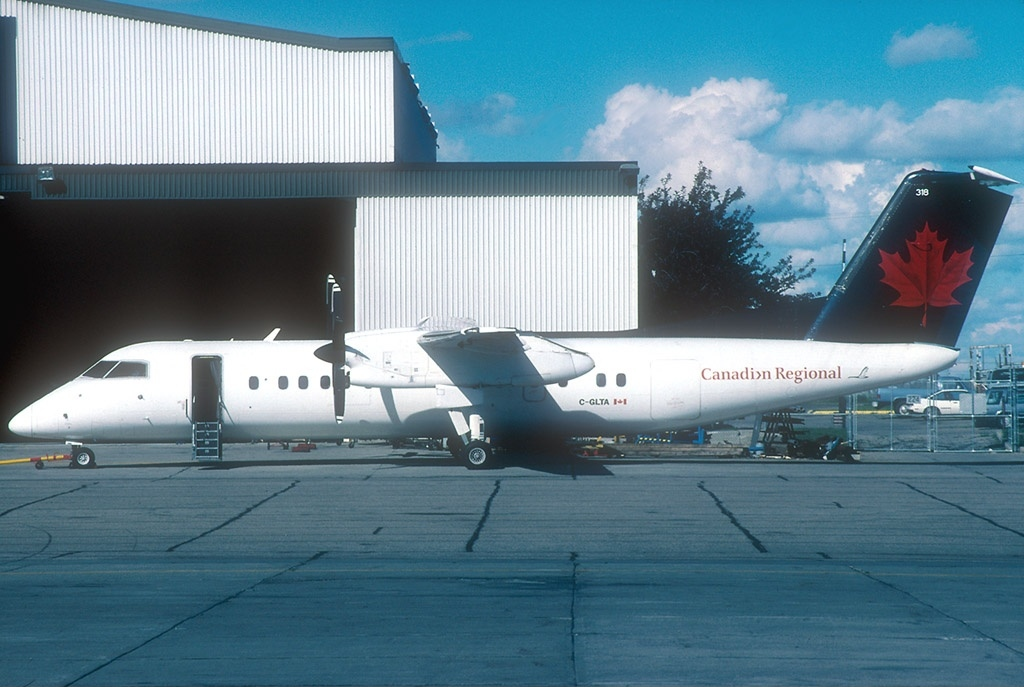
Un De Havilland Canada DHC-8-300 di Canadian Regional Airlines.

Il 27 marzo 2002 la flotta Canadian Regional Airlines risultava composta dai seguenti aerei:

## Flotta storica

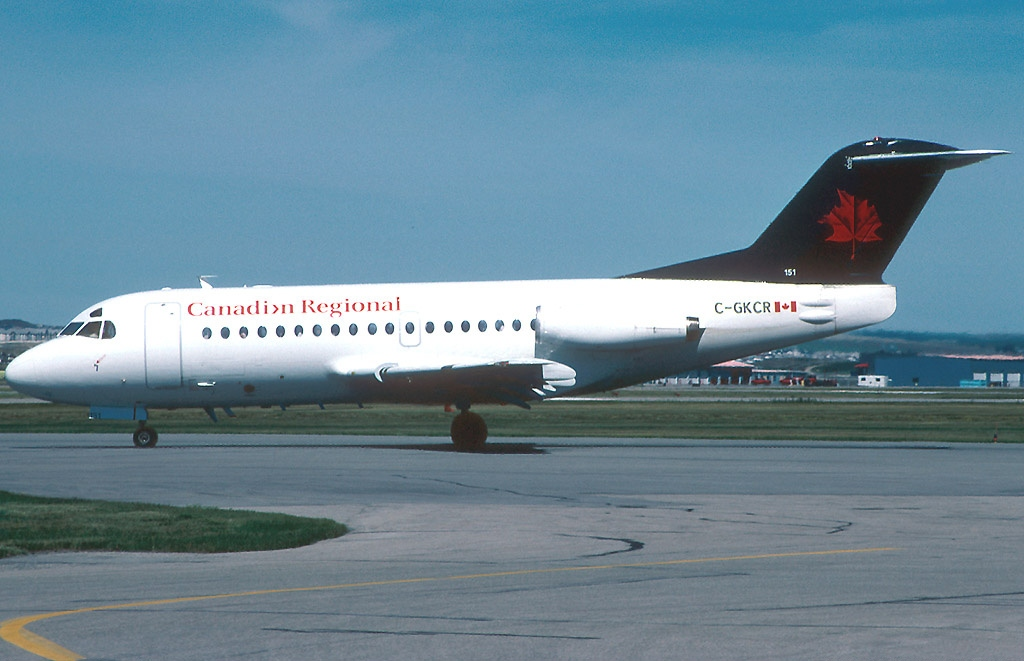
Un Fokker F28 di Canadian Regional Airlines.

Nel corso degli anni Canadian Regional Airlines ha operato con i seguenti modelli di aeromobili:
- ATR 42-300
- De Havilland Canada DHC-8-100
- De Havilland Canada DHC-8-300
- Fokker F28